# Ектопрокти
Ектопрокти (Ectoprocta или Bryozoa, на гръцки: bryo – „мъх“ и zoon – „животно“) са билатерални, несеметрични водни безгръбначни животни. Срещат се и с алтернативното име Мъхообразни. Те биват както единични, така и колониално живеещи екземпляри. Колониалните видове са малки (обикновено до 1 mm) индивиди, наречени зоиди. Наподобяват на корали или хидри.

## Морфология
Ектопроктите имат преден край наречен полипид. Притежават лофофора, която се прибира в долния край на тялото. Долният край на тялото е обвит с кутикула и се нарича зоециум. Целомът при сладководните мъхообразни е триделен, а при морските е двуделен.
Устата е разположена между пипалата. Следва глътка, хранопровод, стомах, черво и анус. Нямат дихателна, отделителна и кръвоносна система. Дишат с цялото тяло, а целомната течност изпълнява ролята на кръвта. Отделянето става с помощта на специални клетки наречени фагоцити. Нервната система е представена от нервен ганглий, разположен между устата и ануса.
Мъхообразните са хермафродити. Половите жлези се развиват в перитонеума. Ларвата е от трихофорен тип. Колониите се формират посредством пъпкуване. Пъпките при сладководните ектопрокти се наричат статобласти.
В колониите се наблюдава морфологична и функционална диференциация. Това явление се нарича полиморфизъм. Едни от пъпките се наричат оеции и притежават размножителна функция. Другите се наричат авикуларии. Те наподобяват по форма на птича глава с мощен клюн и служат за улавяне или прогонване на животни навлизащи в колонията. Зоидите са обвити с хитин или варовик.

## Произход и систематика
Днес на Земята са известни около 4000 вида мъхообразни. В минали геологични времена са живели много повече видове. Те се появяват още през ордовик. Произходът им все още е неясен.

## Екология
Ектопроктите са предимно морски представители, срещат се и сладководни. Населяват плитки места на водните басейни. Повечето са неподвижни, но има и малко видове, които се придвижват във водата. Живеят в желатинови тръбици върху черупки на мекотели или останки от кафяви водорасли. Образуват килими във водните басейни. Поради това често се наричат и морски плевели. Срещат се и в България. По наличието на редица фосилни видове мъхообразни се съди за наличието на нефт и други полезни изкопаеми.